# Darja Švajger

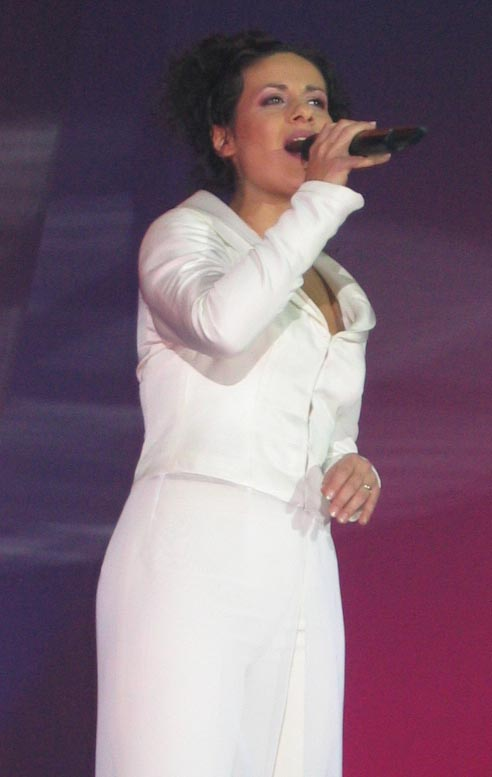
Darja Švajger (2007)

Darja Švajger (* 16. Juni 1965 in Maribor), manchmal auch ohne Hatschek geschrieben, ist eine slowenische Sängerin.

## Leben und Wirken
Nach einer klassischen Gesangsausbildung in Graz war sie am Slowenischen Nationaltheater in Maribor aktiv und trat auch als Jazz-Sängerin auf.
In Europa wurde sie durch zwei Teilnahmen am Eurovision Song Contest bekannt. 1995 erreichte ihr Lied Prisluhni mi den siebten Platz in Dublin. Das ist bis heute Sloweniens beste Platzierung bei diesem Wettbewerb. 1999 erreichte sie mit Se tisoč let bzw. in der englischsprachigen Version, in der auch in Jerusalem gesungen wurde, For a Thousand Years den 11. Platz.